# 忍者らホイ! 痛快うんがちょこ忍法伝!!
『忍者らホイ! 痛快うんがちょこ忍法伝!!』（にんじゃらホイ! つうかいうんがちょこにんぽうでん!!）は、1990年に、アスキーから発売されたファミリーコンピュータ専用のRPGソフト。

## 概要
ハドソンから発売されたRPG『桃太郎伝説』（1987年）シリーズを手掛けたさくまあきら（ゲーム監督）、土居孝幸（キャラクターデザイン）、関口和之（音楽）の三者を招いて制作した和風ギャグRPGで、ダジャレやパロディ要素が強い。『ファイナルファンタジーII』（1988年）の魔法のように、忍術を使うたびに5段階にパワーアップするシステムが採用されている。

## ゲーム内容

### 忍術
忍術は天狗または修行忍者から教わる。 修行忍者とは戦うことになり、天狗とはいろいろな課題をクリアすることにより術を教えてもらえる。戦闘に使う術は、何回も使ううちに効果が強くなっていき、「ノーマル」「ハイパー」「スーパー」「ウルトラ」「ミラクル」と5段階に成長する。

#### 通常忍術
天狗から教わることができる。フィールド上でしか使えない。 
とびきり（飛び切り）
町や村に、帰ることができる。
すいとん（水遁）
浅瀬を泳いで渡ることができる。
きんぽ（金歩）
一歩歩くごとに金が増える。町の中では使えない。
どとん（土遁）
エンカウントを無くす。
なみこし（浪越）
誰でも笑わすことができる。
ぬけだし（抜け出し）
一瞬にして洞窟や城から地上へ戻れる
いだてん（韋駄天）
移動速度が速くなる。
うんめい（運命）
何が起こるか分からない。

#### プレイヤーが使うことができる忍術
ぴろりん
味方一人の体力を回復。
きつねび（狐火）
敵一人を攻撃する。
ひばしり（火走り）
複数の敵にダメージを与える。
かげぬい（影縫い）
敵を動けなくする術。
ふにゃら
敵の守備力・攻撃力を下げる。
とんずら
確実に敵から逃げられる。
ぶんしん（分身）
分身が現れて戦闘に加わる（プレイヤーの指示できる回数が増える）。
どっかん
ボスキャラ以外の雑魚を葬り去ることができる。

#### あかねの術
まもり（守り）
仲間の守備力を上げる。
ほたるび（蛍火）
敵の術の効果を下げる。
げんき（元気）
味方全員の体力を回復する。
あやつり（操り）
敵を操り、命令することができる。
わざわけ（技分け）
自分の技の半分を、プレイヤーに分ける。
あすなろ
味方の攻撃力を上げる。
めざまし（目覚まし）
味方にかかった術を解く。
かげろう（陽炎）
命中率を下げる。

## あらすじ
主人公・風丸は忍びの里を占領したドクロ一族の首領・ドクロ将軍を退治する為、忍びの里を巡り、忍者犬・鷹丸や妹のあかねを仲間にし、謎の忍術が示されている“ラホイの巻物”のありかを示す5つの巻物を探すことに。  

## 登場人物

### 味方
プレイヤー（デフォルト名：風丸）
当作の主人公。攻撃力が高い分、足が致命的に遅い。
鷹丸
忍者犬。攻撃力、すばやさともに問題ないが、術が使えない。
あかね
風丸の妹。術を主に使うが、攻撃力と防御力が無い。幼い頃に、離れ離れで育てられたため、風丸とは面識が無い。
ラホイ
風丸の父。石にされている。
雲谷斎（うんこくさい）
風丸の育ての親。風の里の村長。
つづら半蔵
あかねの育ての親。
たづ
かつてラホイと共に戦った忍犬。
高島平忠夫（たかしまだいらただお）
このゲームの解説者だが、後にうたの町の住民役として登場する。元ネタは高島忠夫。
ほーしの監督
ほしの町の野球チームの監督。ほしの巻物を持っている。元ネタは当時中日の監督だった星野仙一。
うんのすけ
うんちの村の若君。黄金水をかけて体力を回復させてくれる。
とびまさ
色々な場所で出会う事になる職人。数々の発明品を作ってくれる。
天邪鬼
桃太郎伝説の名物キャラクター。豆しぼりをかぶり、ふんどしではなくひょっとこのお面を着用している。
福の神
桃太郎伝説の名物キャラクター。托鉢僧風の格好をしている。
貧乏神
桃太郎伝説の名物キャラクター。ドクロのずきんをかぶっている。

### ドクロ一族
げんぶ
四天王の一人。卑怯な手を使い、小物っぽい所が多いものの、実力は相当の物である。ラストダンジョンでは他の四天王と共に再戦する事になる。
びゃっこ
四天王の一人。四天王とは幾度となく戦う事になるが、この白虎は若干目立つシーンが少ない。四天王に専用の戦闘音楽は無く、通常戦闘と同じである。
せいりゅう
四天王の一人。主人公達を小馬鹿にしている。やはり実力は相当の物。総じて四天王は体力と力が高く、術が通り辛い。こいつの城であかねは仲間になる。中盤以降のボスは、ぶんしん、あすなろ、まもりが欠かせない。
すざく
四天王の一人。初めての戦いはたかまると二人で挑む事になるが、非常に厳しい状況下での戦闘になる。
うだいじんドクロ
ドクロ将軍の部屋で戦う事になるボス。左大臣ドクロと共に襲ってくる。極めて体力が高い。
特に技は使ってこないものの、かなり消耗する戦いになる。
さだいじんドクロ
ドクロ将軍の部屋で戦う事になるボス。右大臣ドクロと共に襲ってくる。極めて体力が高い。
倒した後一旦回復と補充に戻っても復活しないので、手間はかかるが出直した方が良い。
ドクロ将軍
本ゲームにおける最後の敵。5つの巻物の示す所で手に入るアイテムを戦闘中に使わなければ、まともにダメージが与えられない。
攻撃方法は強力な通常攻撃と、稀にしか使わない地獄車の術(麻痺効果)。
倒れる際に「再び私のようなものが現れるやもしれん」と取れる発言を残し崩れ去る。ラスボスとしての専用の戦闘音楽がある。

## スタッフ
- 監督：さくまあきら
- キャラデザイン：土居孝幸
- 音楽：関口和之
- 演出：桝田省治

アスキースタッフ
- 制作指揮：石渡武彦
- プログラマー：かがもりあき、わたなべたくや
- グラフィック：とくだりょうたろう
- 音響効果：おぎわらみつのり
- 制作進行：池田浩一
- マニュアル：はたのかつひろ
- テストプレイ：さとうなほ、島居貴史
- シナリオスタッフ：はくやまさかず、こいでたく、まつもとたづ、井沢寛、菊池晃弘、いいずかひろゆき
- 協力：樹原涼子、木原遼元、あらきひとし
- プロデュース：アイ アンド エス

## 評価
ゲーム誌『ファミコン通信』の「クロスレビュー」では合計27点（満40点）、『ファミリーコンピュータMagazine』の読者投票による「ゲーム通信簿」での評価は以下の通りとなっており、20.60点（満30点）となっている。
| 項目 | キャラクタ | 音楽 | 操作性 | 熱中度 | お買得度 | オリジナリティ | 総合  |
| 得点 | 3.74       | 3.40 | 3.46   | 3.54   | 3.17     | 3.29           | 20.60 |

## 関連書籍
- 『忍者らホイ！必勝攻略法』 - 1990年10月12日、双葉社発行